# Demokratische Partei Kurdistans
Demokratische Partei Kurdistans (kurdisch پارتی دیموکراتی کوردستان Partiya Demokrata Kurdistanê; PDK) ist eine kurdische Partei, die seit 1979 von Masud Barzani geführt wird. Die Partei wurde am 16. August 1946 gegründet und ist neben der Patriotischen Union Kurdistans (PUK) die erste große kurdische Partei in der Autonomen Region Kurdistan.

## DPK im Irak
Mustafa Barzani, der mehrere erfolgreiche Revolten gegen die Regierung in Bagdad geführt hat, gründete die DPK 1946. Die Gründung erfolgte im iranischen Kurdistan in Zusammenhang mit der Entstehung einer kurdischen Republik in Mahabad, die weniger als ein Jahr existierte.
In ihrem 1960 verabschiedeten Programm berief sie sich auf das Konzept des Kurdayetî, einer kurdisch-national inspirierten Massenbewegung, die keine Schöpfung von Parteien oder Personen, sondern eine objektiv existierende historische Bewegung sei. In der heutigen Zeit vertritt sie, vor allem in der ARK (Autonome Region Kurdistan), breite Schichten der kurdischen Bevölkerung.
Die DPK wurde vor allem in der Region Erbil führende politische Kraft. 1964 wurde mit dem irakischen Staatspräsidenten Abd as-Sallam Arif ein Waffenstillstand abgeschlossen, der die nationalen Rechte der Kurden in Irakisch-Kurdistan anerkannte. Das führte zu Streitigkeiten innerhalb der DPK. Das politische Büro der DPK unter Leitung von Dschalal Talabani und Ibrahim Ahmed (Schwiegervater von Talabani) kritisierte, dass dieses Abkommen die Rechte der Kurden nicht genügend berücksichtige. Barzani wiederum lehnte Verhandlungen mit Bagdad vollkommen ab, berief daraufhin einen eigenen Kongress ein und ernannte ein neues Politbüro. Das ursprüngliche Politbüro spaltete sich ab, und seine Mitglieder flohen nach einem Angriff der Barzani-Peschmerga in den Osten des Landes und nach Iran. Nach dem Autonomieabkommen mit Bagdad 1970/74 spaltete sich die Partei und nach Mustafa Barzanis Tod übernahmen 1979 seine Söhne Masud und Idris Barzani die Führung.
Die Gruppe um Talabani kehrte in den 1970er Jahren schließlich nach Nordirak zurück, gründete 1975 die Patriotische Union Kurdistans (PUK) und etablierte ein eigenes Herrschaftsgebiet mit Sitz in Sulaimaniyya, dem soranisprachigen Gebiet Südkurdistans. Seitdem kam es immer wieder zu innerkurdischen Kämpfen der beiden Parteien. Durch das irakisch-iranische Abkommen von Algier verlor Barzanis DKP die Unterstützung des Schah-Regimes, während des Irakisch-Iranischen Krieges kämpfte die DKP ab 1983 an der Seite des iranischen Ayatollah-Regimes. Die Zentralregierung förderte bis 1985 mit Geldern und Waffen für die Ahmad/Talabani-Gruppe die Kämpfe zwischen den Fraktionen und ernannte mit Taha Muhi ad-Din Maʿruf einen Vertreter der Ahmad/Talabani-Gruppe zum Vizepräsidenten.
Nach dem Zweiten Golfkrieg startete die DPK einen Aufstand gegen die irakische Regierung und wurde zu einer recht einflussreichen Oppositionsgruppe gegen Saddam Hussein. Die Peschmerga der DPK konnten relativ unbehelligt in der Flugverbotszone im Nordirak agieren. Mit Unterstützung von Saddam Hussein hingegen kämpfte die DPK im DPK-PUK-Konflikt von 1994 bis 1997 gegen die PUK, die von der Islamischen Republik Iran unterstützt wurde. Zwischen den Konfliktparteien PUK und DPK in Irak kamen etwa 3000 Menschen ums Leben. Früher gab es auch zwischen der PKK und der DPK größere Konflikte.
Zur Wahl eines Übergangsparlaments nach dem Irak-Krieg schloss sich die DPK mit der PUK, sowie weiteren kleineren Parteien, zur Demokratischen Patriotischen Allianz Kurdistans (auch Kurdische Allianz genannt) zusammen. Das Wahlbündnis gewann bei der Wahl am 30. Januar 2005 25,7 % und somit 71 von insgesamt 275 Sitzen in der irakischen Nationalversammlung, die als Übergangsparlament eine Verfassung erarbeiten soll. In der neuen irakischen Regierung sind 8 Mitglieder der Kurdischen Allianz Minister.
Nach eigenen Angaben strebt die DPK weder einen souveränen kurdischen Staat noch eine Vereinigung mit dem türkischen oder iranischen Teil Kurdistans an, sondern innere Autonomie innerhalb eines föderalen Irak.
Am 25. September 2017 ließ Masud Barzani, Präsident der ARK ein Unabhängigkeitsreferendum in den von der ARK regierten Gebieten durchführen. Mehr als 92 % der Bevölkerung sollen für die Unabhängigkeit gestimmt haben. Darauf ließ der Irak seine Truppen in die zwischen der ARK und der Zentralregierung umstrittenen Gebiete einmarschieren, so kamen unter anderem Kirkuk und den Mosulstaudamm wieder unter Bagdader Kontrolle. Darauf trat Masud Barzani auf den 1. November 2017 von der Präsidentschaft der ARK zurück.
Bei den Wahlen zum Irakischen Parlament am 12. Mai 2018 soll die KDP nach ersten Hochrechnungen 25 Sitze im Irakischen Parlament gewonnen haben, die Opposition vermutete jedoch Wahlbetrug.

## „Neo-DPK“ und weitere Abspaltungen

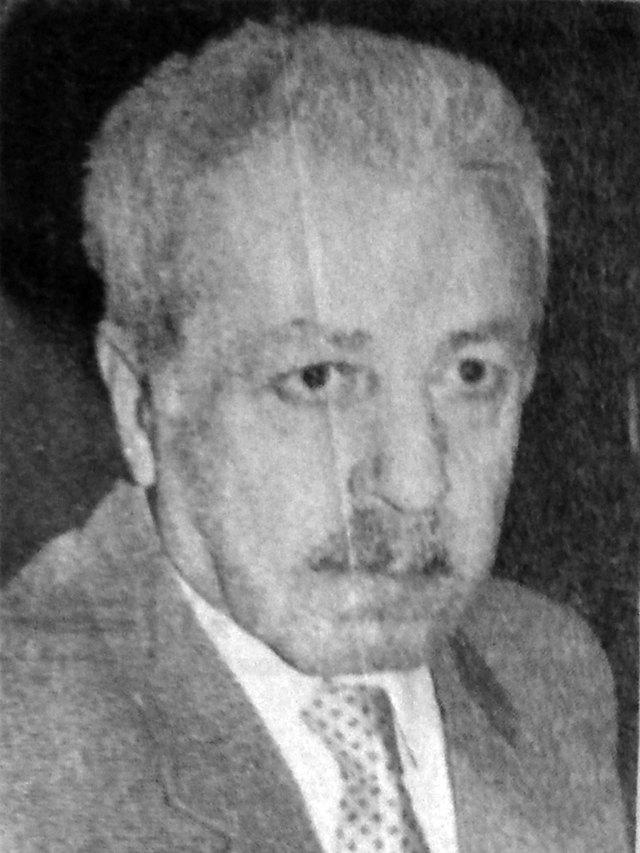
Haschim Aqrawi führte den pro-irakischen Flügel der KDP und wurde 1974 erster Regierungschef der autonomen Region

Zudem hatten sich zwischen 1970 und 1975 weitere aus der Ahmad/Talabani-Fraktion hervorgehende DPK-Ableger gebildet und im Rahmen der Nationalen Progressiven Front eine Regierungskoalition mit der irakischen Baath-Partei gebildet, z. B. die Kurdische Revolutionäre Partei unter Abd as-Sattar Sharif und Ibrahim Tahir Salam, die Bewegung Progressiver Kurden unter Abdullah Ismail oder die sogenannte Neo-DPK unter Führung von Barzanis ältestem Sohn Ubaidallah, Aziz Aqrawi, Haschim Aqrawi und Ahmad Muhammad Said al-Atrushi.

## Ableger
Es gibt mehrere Parteien gleichen Namens in anderen Ländern:
- Demokratische Partei Kurdistan-Iran – Wurde vorher in Iran gegründet.
- Demokratische Partei Kurdistan-Syrien – Ein Ableger in Syrien
- Demokratische Partei Kurdistans-Türkei auch PDK-Bakur – Ein Ableger in der Türkei

## Sonstiges
Der Name der Parteizeitung lautet Khabat; sie hatte im Jahre 2007 eine Auflagen-Stärke von 5000 Exemplaren.